# Chemillé-en-Anjou
Ne doit pas être confondu avec Chemillé ou Chemillé-Melay.
Chemillé-en-Anjou est une commune française située dans le département de Maine-et-Loire, en région Pays de la Loire, créée le 15 décembre 2015. Elle est issue de la fusion des communes de la communauté de communes de la région de Chemillé. Son chef-lieu est fixé à Chemillé-Melay.

## Géographie

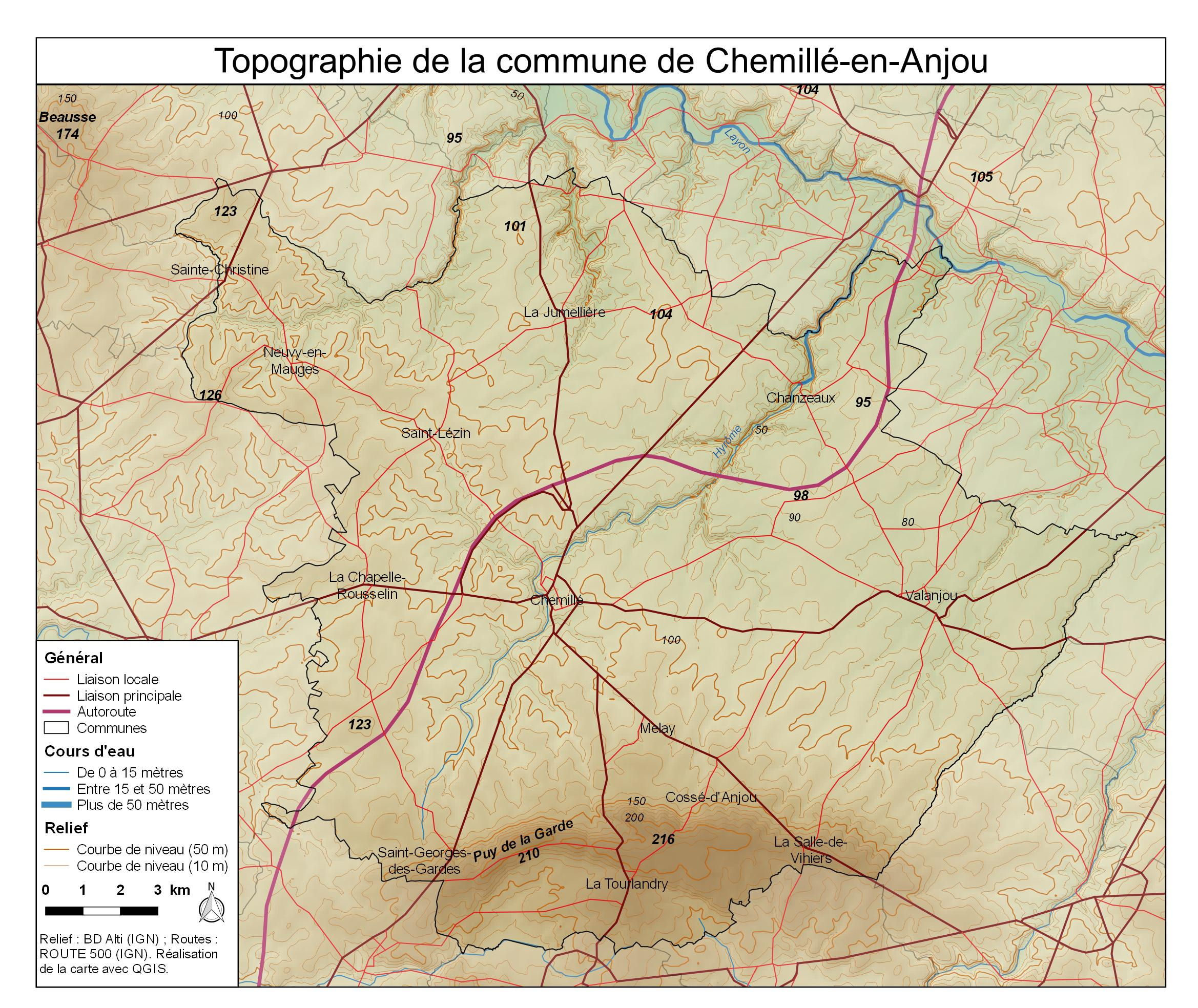
Carte topographique de la commune de Chemillé-en-Anjou

### Communes limitrophes
| Mauges-sur-Loire Montrevault-sur-Èvre | Chaudefonds-sur-Layon | Val-du-Layon Beaulieu-sur-Layon  |
| Beaupréau-en-Mauges                   | Chemillé-en-Anjou     | Bellevigne-en-Layon              |
| Trémentines                           | Vezins                | Montilliers Lys-Haut-Layon Coron |

Avec environ 324 km2, Chemillé-en-Anjou est la quatrième commune la plus étendue de France métropolitaine (après Arles, Val-Cenis et Saintes-Maries-de-la-Mer).
Le chef-lieu de la commune nouvelle, Chemillé, se situe au sud-ouest du département de Maine-et-Loire.

### Climat
Le climat qui caractérise la commune est qualifié, en 2010, de « climat océanique altéré », selon la typologie des climats de la France qui compte alors huit grands types de climats en métropole. En 2020, la commune ressort du même type de climat dans la classification établie par Météo-France, qui ne compte désormais, en première approche, que cinq grands types de climats en métropole. Il s’agit d’une zone de transition entre le climat océanique, le climat de montagne et le climat semi-continental. Les écarts de température entre hiver et été augmentent avec l'éloignement de la mer. La pluviométrie est plus faible qu'en bord de mer, sauf aux abords des reliefs.
Les paramètres climatiques qui ont permis d’établir la typologie de 2010 comportent six variables pour les températures et huit pour les précipitations, dont les valeurs correspondent à la normale 1971-2000. Les sept principales variables caractérisant la commune sont présentées dans l'encadré ci-après.
| Paramètres climatiques communaux sur la période 1971-2000 - Moyenne annuelle de température : 11,7 °C - Nombre de jours avec une température inférieure à −5 °C : 2 j - Nombre de jours avec une température supérieure à 30 °C : 5 j - Amplitude thermique annuelle : 14,3 °C - Cumuls annuels de précipitation : 714 mm - Nombre de jours de précipitation en janvier : 11,8 j - Nombre de jours de précipitation en juillet : 6,3 j |

Avec le changement climatique, ces variables ont évolué. Une étude réalisée en 2014 par la Direction générale de l'Énergie et du Climat complétée par des études régionales prévoit en effet que la  température moyenne devrait croître et la pluviométrie moyenne baisser, avec toutefois de fortes variations régionales. La station météorologique de Météo-France installée sur la commune et mise en service en 1950 permet de connaître en continu l'évolution des indicateurs météorologiques. Le tableau détaillé pour la période 1981-2010 est présenté ci-après.
| Mois                                  | jan.             | fév.           | mars           | avril           | mai             | juin          | jui.          | août           | sep.            | oct.          | nov.          | déc.             | année     |
| ------------------------------------- | ---------------- | -------------- | -------------- | --------------- | --------------- | ------------- | ------------- | -------------- | --------------- | ------------- | ------------- | ---------------- | --------- |
| Température minimale moyenne (°C)     | 2                | 1,8            | 4              | 5,5             | 9,1             | 12            | 13,8          | 13,8           | 11,4            | 8,9           | 4,8           | 2,5              | 7,5       |
| Température moyenne (°C)              | 4,7              | 5,1            | 7,9            | 10,1            | 13,8            | 17,2          | 19,2          | 19,2           | 16,4            | 12,6          | 7,9           | 5,1              | 11,6      |
| Température maximale moyenne (°C)     | 7,4              | 8,4            | 11,9           | 14,7            | 18,6            | 22,4          | 24,6          | 24,6           | 21,4            | 16,3          | 10,9          | 7,7              | 15,8      |
| Record de froid (°C) date du record   | −14,9 17.01.1985 | −16 15.02.1956 | −10,4 01.03.05 | −4,5 12.04.1986 | −0,1 03.05.1981 | 1 11.06.1965  | 7 12.07.00    | 6,8 29.08.1986 | 2,1 11.09.1972  | −3 30.10.1997 | −7 25.11.1956 | −11,7 28.12.1962 | −16 1956  |
| Record de chaleur (°C) date du record | 17,6 01.01.22    | 21,2 27.02.19  | 23,7 30.03.17  | 28,8 30.04.05   | 33 25.05.1953   | 38,5 28.06.19 | 40,3 23.07.19 | 39,1 07.08.20  | 35,5 02.09.1961 | 30,3 02.10.11 | 21,5 07.11.15 | 17,3 07.12.00    | 40,3 2019 |
| Précipitations (mm)                   | 87,9             | 64,8           | 65,2           | 64,7            | 64,8            | 45            | 53,8          | 44             | 65,3            | 89,5          | 83,2          | 89,7             | 817,9     |

## Urbanisme

### Typologie
Au 1er janvier 2024, Chemillé-en-Anjou est catégorisée bourg rural, selon la nouvelle grille communale de densité à sept niveaux définie par l'Insee en 2022.
Elle appartient à l'unité urbaine de Chemillé-en-Anjou, une unité urbaine monocommunale constituant une ville isolée,. Par ailleurs la commune fait partie de l'aire d'attraction de Chemillé-en-Anjou, dont elle est la commune-centre,. Cette aire, qui regroupe 2 communes, est catégorisée dans les aires de moins de 50 000 habitants,.

## Histoire
La commune nouvelle de Chemillé-en-Anjou naît de la fusion des 12 communes de la communauté de communes de la région de Chemillé, à savoir Chanzeaux, La Chapelle-Rousselin, Chemillé-Melay (constituée de Chemillé et Melay), Cossé-d'Anjou, La Jumellière, Neuvy-en-Mauges, Sainte-Christine, Saint-Georges-des-Gardes, Saint-Lézin, La Salle-de-Vihiers, La Tourlandry et Valanjou.
À sa création, la commune est intégrée à l'arrondissement de Cholet. Les communes de Chanzeaux et Valanjou faisaient auparavant partie de l'arrondissement d'Angers et la commune de La Salle-de-Vihiers faisait partie de l'arrondissement de Saumur, ce qui a nécessité des modifications des limites d'arrondissements.

## Politique et administration

### Administration municipale
Jusqu'au renouvellement des conseils municipaux de 2020, la commune nouvelle était administrée par un conseil municipal constitué de l'ensemble des membres des conseils municipaux des anciennes communes.
La commune est constituée de treize communes déléguées : Chanzeaux, La Chapelle-Rousselin, Cossé-d'Anjou, La Jumellière, Neuvy-en-Mauges, Sainte-Christine, Saint-Georges-des-Gardes, Saint-Lézin, La Salle-de-Vihiers, La Tourlandry et Valanjou, ainsi que Chemillé et Melay maintenues dans leur nom et limites territoriales.
| Période          | Période                   | Identité        | Étiquette | Qualité |
| ---------------- | ------------------------- | --------------- | --------- | --- |
| 15 décembre 2015 | mai 2020                  | Christophe Dilé | DVD       | Agriculteur Ancien président de la CC de la région de Chemillé (2008 → 2015) Ancien maire de Neuvy-en-Mauges (2001 → 2015)                        |
| mai 2020         | En cours (au 27 mai 2020) | Hervé Martin    | DVD       | Agriculteur Conseiller départemental (2015 → 2021) 1er vice-président de Mauges Communauté Ancien maire de Saint-Georges-des-Gardes (2008 → 2015) |

### Communes déléguées
| Nom                      | Code Insee | Intercommunalité            | Superficie (km2) | Population (dernière pop. légale) | Densité (hab./km2) |
| ------------------------ | ---------- | --------------------------- | ---------------- | --------------------------------- | ------------------ |
| Chemillé (siège)         | 49092      | CC de la Région de Chemillé | 49,20            | 7 028 (2010)                      | 143                |
| Chanzeaux                | 49071      | CC de la Région de Chemillé | 31,47            | 1 177 (2013)                      | 37                 |
| La Chapelle-Rousselin    | 49074      | CC de la Région de Chemillé | 12,54            | 778 (2013)                        | 62                 |
| Cossé-d'Anjou            | 49111      | CC de la Région de Chemillé | 13,29            | 430 (2013)                        | 32                 |
| La Jumellière            | 49169      | CC de la Région de Chemillé | 29,09            | 1 419 (2013)                      | 49                 |
| Melay                    | 49199      | CC de la Région de Chemillé | 22,70            | 1 608 (2010)                      | 71                 |
| Neuvy-en-Mauges          | 49225      | CC de la Région de Chemillé | 18,13            | 802 (2013)                        | 44                 |
| Sainte-Christine         | 49268      | CC de la Région de Chemillé | 9,52             | 813 (2013)                        | 85                 |
| Saint-Georges-des-Gardes | 49281      | CC de la Région de Chemillé | 32,49            | 1 616 (2013)                      | 50                 |
| Saint-Lézin              | 49300      | CC de la Région de Chemillé | 13,08            | 777 (2013)                        | 59                 |
| La Salle-de-Vihiers      | 49325      | CC de la Région de Chemillé | 17,27            | 1 036 (2013)                      | 60                 |
| La Tourlandry            | 49351      | CC de la Région de Chemillé | 19,34            | 1 344 (2013)                      | 69                 |
| Valanjou                 | 49153      | CC de la Région de Chemillé | 55,86            | 2 290 (2013)                      | 41                 |

## Population et société

### Démographie

#### Évolution démographique
L'évolution du nombre d'habitants est connue à travers les recensements de la population effectués dans la commune depuis sa création.

En 2022, la commune comptait 21 550 habitants, en évolution de −0,23 % par rapport à 2016 (Maine-et-Loire : +2,12 %, France hors Mayotte : +2,11 %).
| 2016   | 2021   | 2022   |
| ------ | ------ | ------ |
| 21 600 | 21 386 | 21 550 |

#### Pyramide des âges
La population de la commune est relativement jeune.
En 2018, le taux de personnes d'un âge inférieur à 30 ans s'élève à 36,7 %, soit en dessous de la moyenne départementale (37,2 %). À l'inverse, le taux de personnes d'âge supérieur à 60 ans est de 23,8 % la même année, alors qu'il est de 25,6 % au niveau départemental.
En 2018, la commune comptait 10 567 hommes pour 10 418 femmes, soit un taux de 50,36 % d'hommes, légèrement supérieur au taux départemental (48,63 %).
Les pyramides des âges de la commune et du département s'établissent comme suit.
| Hommes | Classe d’âge | Femmes |
| ------ | ------------ | ------ |
| 0,9    | 90 ou +      | 2,2    |
| 6,8    | 75-89 ans    | 9,8    |
| 13,8   | 60-74 ans    | 14,3   |
| 19,5   | 45-59 ans    | 19,1   |
| 20,7   | 30-44 ans    | 19,7   |
| 16,6   | 15-29 ans    | 14,1   |
| 21,7   | 0-14 ans     | 20,8   |

| Hommes | Classe d’âge | Femmes |
| ------ | ------------ | ------ |
| 0,9    | 90 ou +      | 2,1    |
| 7      | 75-89 ans    | 9,5    |
| 16,2   | 60-74 ans    | 16,9   |
| 19,4   | 45-59 ans    | 18,7   |
| 18,2   | 30-44 ans    | 17,5   |
| 18,8   | 15-29 ans    | 17,6   |
| 19,5   | 0-14 ans     | 17,6   |

## Culture locale et patrimoine

### Lieux et monuments
- Jardin Camifolia[20].
- Église Saint-Pierre de Chanzeaux.
- Le château de l'Écho.
- Église Saint-Pierre de Chemillé.
- Église Saint-Joseph de Saint-Georges-des-Gardes.
- Abbaye Notre-Dame des Gardes.